# José Francisco Pedrosa Montenegro y Aguiar
José Francisco Pedrosa Montenegro y Aguiar (1761-1811) fue un bibliotecario español.

## Biografía
Nació en la parroquia de Santa María de Galdo, en el municipio español de Vivero, provincia de Lugo en 1761, y murió desterrado en las Islas Canarias en 1811.
Estudió en el Convento de San Francisco de Vivero y a partir de 1777 en la Universidad de Santiago de Compostela, donde fue colegial del Colegio de Fonseca a partir de 1783. Doctor en Leyes y en Cánones, realizó diversas substituciones de cátedras. 
En 1792 fue propuesto por la Universidad de Santiago al Consejo de Castilla como bibliotecario mayor, no siendo nombrado hasta 1794. Como bibliotecario, redactó diversos catálogos de la Biblioteca de la Universidad (de manuscritos, fondos generales, índices de libros prohibidos), conservados hoy en su mayor parte en el Archivo de la Universidad. Fue uno de los dos bibliotecarios de la Universidad considerados "afrancesados" (el otro fue Bedoya), hecho que le supuso represalias cuando los franceses abandonaron España. Fue separado de la Biblioteca y la Junta de la Comisión de la Universidad lo acusó, entre otras cosas, de haber sustraído piezas de la Biblioteca. Falleció poco después de su destierro a Canarias.